# 詹姆斯·艾利森 (神父)
詹姆斯·艾利森（James Alison，1959年10月4日—），是英國羅馬天主教神父和神學家。

## 生活和工作

### 早年和家庭
詹姆斯·艾利森於1959年10月4日出生於倫敦。他有一個兄弟和一個姊妹。